# Zaki (Nigéria)
Zaki é uma Área de governo local do estado de  Bauchi, Nigéria. Sua sede fica na cidade de Katagum.
Possui uma área de 1.436 km² e uma população de 191.457 no censo de 2006.
O código postal da área é 752.
O grupo étnico predominante na área são os hauçás com alguns canúris e Kare, no leste da área.
A língua bade é falada em Zaki LGA.